# ظهره النجد (المخادر)

تعديل مصدري - تعديل

ظهره النجد محلة تابعة لقرية الضبات، التابعة لعزلة بني سرحة بمديرية المخادر إحدى مديريات محافظة إب في الجمهورية اليمنية، بلغ تعداد سكانها 84 حسب تعداد اليمن لعام 2004.